# Erbslöh (Luftschiff)

Das Luftschiff Erbslöh beim Start

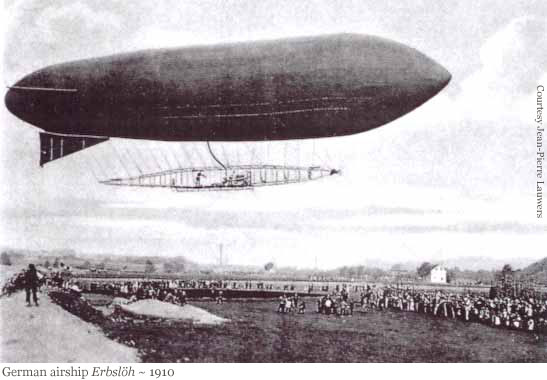
Das Luftschiff Erbslöh

Die Erbslöh war ein nach dem Elberfelder Luftfahrtpionier Oskar Erbslöh benanntes Luftschiff in den Jahren 1909/10.

## Geschichte
Die Erbslöh war ein Prallluftschiff mit einer 27 Meter langen Gondel aus Eschenholz. Die Höhensteuerung erfolgte dadurch, dass Wasser zwischen zwei 50 Liter fassenden Reservoirs an der Spitze und am Ende der Gondel hin- und hergepumpt wurde, um eine Neigung des Luftschiffs zu erreichen.
Der erste Probeflug fand am 20. August 1909 statt. Nachdem das Luftschiff zum ersten Mal aus der Halle gebracht worden war, wurde seine Manövrierfähigkeit für etwa eine Stunde in 100 Metern Höhe über dem Gelände der Luftschiffhalle in Leichlingen getestet.
Offiziell wurde der Jungfernflug erst am 1. Dezember 1909 durchgeführt. Dabei fuhr das Schiff während einer zweistündigen Fahrt über Leichlingen und angrenzende Ortschaften. Die Landung erfolgte problemlos vor der Luftschiffhalle.
Am 12. Dezember nahmen Freunde der „Rheinisch-Westfälischen Motorluftschiff-Gesellschaft“ an einer Fahrt teil. Jedoch zwang ein Getriebedefekt das Luftschiff bei Reusrath zur Landung. Nachdem der Schaden behoben war, fuhr die Erbslöh am nächsten Tag weiter in Richtung Mönchengladbach. Die Zwischenlandung dort wurde von einem Sturm beendet, der nach zwei Stunden die Hülle von der Gondel riss. Danach waren umfangreiche Reparaturarbeiten notwendig.

## Das Ende
Am 13. Juli 1910, einem bewölkten Tag mit sonnigen Abschnitten, stürzte das Luftschiff Erbslöh bei Pattscheid (heute ein Stadtteil von Leverkusen) ab. Dabei kamen alle fünf Personen an Bord ums Leben. Als Ursache, die auch von der Untersuchungskommission festgestellt wurde, wird die plötzliche Sonneneinstrahlung auf die Hülle angenommen, nachdem das Schiff eine Wolke unterquert bzw. den Morgennebel überstiegen hatte. Durch die Erwärmung des Traggases dehnte sich dieses aus. Die Prallhöhe sank unter die Höhe des Luftschiffes. Die Überdruckventile konnten den entstehenden Überdruck in der Hülle nicht schnell genug ableiten, so dass diese aufriss. Als das Traggas Wasserstoff mit Funken aus dem Zündsystem des Antriebs in Berührung kam, explodierte es. Das Schiff stürzte ab.
Für die Zeugen am Boden war nur ein Knall zu hören, das Schiff war durch den Morgennebel nicht sichtbar. Die „Erbslöh“ schlug auf freiem Feld, nahe der Ortschaft Neuenkamp auf. Der vordere Teil der Gondel war zertrümmert. Die Hülle lag zerfetzt darüber. Die Besatzung wurde tot zwischen den Trümmern gefunden. Eigentlich hatte das Schiff nur für eine halbe Stunde über Leichlingen kreuzen sollen.
Neben Oskar Erbslöh starben bei dem Unglück Max Toelle (1878–1910), Rudolf Kranz, Hans Leo Höpp und der Mechaniker Joseph Spicks. Zu ihren Ehren wurde nahe der Oskar-Erbslöh-Straße in Leichlingen ein Denkmal errichtet.

## Technische Daten
- Länge: 53,20 m
- Durchmesser 10,50 m
- Volumen: 3300 m³
- Antrieb: Motor mit 92 kW (125 PS) bei 400/min, zweiflügelige Luftschraube mit 4,55 m Durchmesser
- Höchstgeschwindigkeit: 45 km/h